# Список графов и герцогов Анжуйских

## Графы Анжера
Назначаемые королём и выполняющие в графстве судебную, административную и военную функции. Должность и владения графа стали наследственными по постановлению Карла II Лысого в 877 году.
- Святой Лициний (Lézin, Licinius) (ок. 587—592)
- Эд Орлеанский (ум. 834)
- Ламберт II Нантский, граф Нанта и Анжера (ум. 852)

Робертины
- 853—858: Роберт Сильный (ок. 820 — 2 июля/15 сентября 866), граф Тура, Блуа и Анжу в 853—858, 861—865, 866 годах, граф Отёна, Невера и Осера в 865—866 годах, граф Парижа в 860-е — 866 годах, маркиз Нейстрии в 861—866 годах.
- 861—865: Роберт Сильный (ок. 820 — 2 июля/15 сентября 866) — вторично
- 866: Роберт Сильный (ок. 820 — 2 июля/15 сентября 866) — третий раз
- 866—886: Гуго Аббат (ок. 830 — 12 мая 886, Орлеан), граф Осера в 866—878 годах, маркиз Нейстрии, граф Тура, Блуа, Анжу и Орлеана с 866 года, граф Парижа с 882 года и архиепископ Кёльна в 864—870 годах, пасынок предыдущего.
- 886—888: Эд (ок. 856 — 3 января 898), граф Парижа, Тура, Блуа, Анжу и Орлеана и маркиз Нейстрии в 886 — 888, король Западно-Франкского королевства с 888, сын Роберта Сильного
- 888—922: Роберт (ок. 865 — 15 июня 923), граф Парижа, Тура, Блуа, Анжу и Орлеана и маркиз Нейстрии 888—922, король Западно-Франкского королевства с 922, брат предыдущего
- 922—929: Гуго Великий (ок. 897 — 16 июня 956), маркиз Нейстрии и граф Парижа, Блуа и Орлеана с 922, граф Тура 922—943, граф Анжу 922—929, герцог Франции с 936, герцог Аквитании в 955

## Виконты Анжера
1-й дом Анжу (Ингельгеринги)
- 879—886: Ингельгер (ок. 840—886), виконт Анжера в 879, виконт Тура и Орлеана
- до 898: Хальдрад, виконт Анжера
- 898—929 : Фульк I Рыжий (ум. ок. 942)

## Графы Анжуйские
1-й дом Анжу (Ингельгеринги)
- 930—942 : Фульк I Рыжий (ум. ок. 942)
- 942—958 : Фульк II Добрый (ум. 11 ноября 958)
- 958—987 : Жоффруа I Гризегонель (ум. 987)
- 987—1040 : Фульк III Нерра (ум. 1040)
- 1040—1060 : Жоффруа II Мартелл (ум. 1060)

Гатине-Анжу (позже Плантагенеты)

Герб Жоффруа V Плантагенета

- 1060—1068 : Жоффруа III Бородатый (ум. после 1096), граф Гатине
- 1068—1109 :  Фульк IV Решен (1043—1109)
  - Жоффруа IV Мартел (ок.1073—1106)
- 1109—1129 : Фульк V Молодой, король Иерусалима (1095—1143)
- 1129—1151 : Жоффруа V Красивый или Плантагенет (1113—1151)
- 1151—1189 : Генрих I Короткий Плащ, король Англии (1133—1189)
  - 1156—1158 : Жоффруа VI (1134—1158)
  - 1169—1183 : Генрих II Молодой (1155—1183)
  - 1183-1186 : Жоффруа VII (1158-1186)
- 1189—1199 : Ричард I Львиное Сердце (1157—1199)
  - 1199—1202 : Артур I Посмертный (1187—1203)
- 1199—1204 : Иоанн I Безземельный (1167—1219)

Анжу-Сицилийский дом из династии Капетингов

Герб графов Анжуйских из дома Капетингов

- 1219—1232 : Иоанн II (1219—1232), неправивший, сын Людовика VIII Льва
- 1246—1285 : Карл I Анжуйский (1226—1285), также король Сицилии, затем король Неаполя, брат предыдущего
- 1285—1290 : Карл II Хромой (1254—1309), король Неаполя, сын предыдущего
  - в 1290 году он отдаёт Анжу в приданое своей дочери, ставшей женой Карла де Валуа
- 1290—1299 : Маргарита I (1273—1299), дочь предыдущего

Валуа
- 1290—1325 : Карл III Безземельный (1270—1325), сын Филиппа III, короля Франции, муж предыдущей
- 1325—1328 : Филипп I Удачливый (1293—1350), сын предыдущей
  - В 1328 году Филипп де Валуа становится королём Франции под именем Филипп VI и присоединяет Анжу к коронным владениям
- 1328—1332 : Жанна I Хромоножка[1] (1293—1348), жена предыдущего
- 1332—1350 : Иоанн III Добрый (1319—1364) становится королём Франции после смерти своего отца Филиппа VI

## Герцоги Анжуйские
Анжуйский дом династии Валуа

Герб герцогов Анжуйских

- 1350—1384 : Людовик I Анжуйский (1339—1384), титулярный король Неаполя с 1382 года, граф Прованса, сын Иоанна II Доброго
- в 1360 Анжу возведено в ранг герцогства
- 1384—1417 : Людовик II Анжуйский (1377—1417), титулярный король Неаполя с 1384 года, граф Прованса, сын Людовика I Анжуйского
- 1417—1434 : Людовик III Анжуйский (1403—1434), титулярный король Неаполя с 1417 года, граф Прованса, сын Людовика II Анжуйского
  - 1424—1435 : Иоанн IV (1389—1435), герцог Бедфорд, герцог Анжуйский и граф Мэна по патенту короля Генриха VI[2]
- 1434—1480 : Рене I Добрый (1409—1480), титулярный король Неаполя с 1434 года, граф Прованса, герцог Лотарингии сын Людовика II Анжуйского, претендент на корону Арагона

После смерти Рене (1480) Анжу присоединено к королевскому домену.

## Герцоги Анжуйские (Апанаж)
Ангулемская линия династии Валуа
- 1514—1531 : Луиза I Савойская (1476—1531), мать короля Франциска I
- 1567—1574 : Генрих III Ангулемский (1551—1589), будущий король Генрих III.
- 1576—1584 : Франциск (1555—1584), сын Генриха II и брат предыдущего, до этого герцог Алансонский

Династия Бурбонов и Орлеанская ветвь этого дома
- 1608—1611 : Гастон I Орлеанский (1608—1660), сын Генриха IV, герцог Орлеанский
- 1640—1660 : Филипп I Орлеанский (1640—1701), сын Людовика XIII, герцог Орлеанский
- 1668—1671 : Филипп II Французский (1668—1671), сын Людовика XIV
- 1672 : Людовик IV (1672—1672), сын Людовика XIV
- 1683—1700 : Филипп III Французский (1683—1746), внук Людовика XIV, будущий король Филипп V Испанский
- 1710—1712 : Людовик V Французский (1710—1774), будущий король Людовик XV
- 1730—1733 : Филипп IV Французский (1730—1733), сын Людовика XV
- 1775—1795 : Людовик VI Французский (1755—1824), будущий Людовик XVIII

Луи-Станислас-Ксавье, будущий Людовик XVIII (в 1814—1824), был последним, кто получил титул герцога Анжуйского в 1775 году. Однако легитимистские претенденты на престол Франции (а с 2004 года — и орлеанистские) продолжали и продолжают пользоваться этим титулом, но чисто номинально.